# Оливейра-ду-Конде
Оливейра-ду-Конде (порт. Oliveira do Conde)  —  район (фрегезия) в Португалии,  входит в округ Визеу. Является составной частью муниципалитета  Каррегал-ду-Сал. Находится в составе крупной городской агломерации Большое Визеу. По старому административному делению входил в провинцию Бейра-Алта. Входит в экономико-статистический  субрегион Дан-Лафойнш, который входит в Центральный регион. Население составляет 3313 человека на 2001 год. Занимает площадь 33,47 км².
Покровителем района считается Апостол Пётр (порт. São Pedro da Cadeira). 